# Radical Optimism
Radical Optimism è il terzo album in studio della cantante britannico-albanese Dua Lipa, pubblicato il 3 maggio 2024 dalla Warner.

## Antefatti
Il secondo album in studio di Dua Lipa, Future Nostalgia, è stato pubblicato nel marzo 2020, riscuotendo grande successo di critica e pubblico. La promozione del disco, riconosciuto come un fattore significativo nel revival della musica disco e dance pop in questo decennio, è andata avanti fino al 2022 attraverso l'album di remix Club Future Nostalgia e il Future Nostalgia Tour, che comprendeva 91 spettacoli tra Americhe, Europa e Oceania.
Nel 2023 Lipa ha rivelato che il suo terzo album in studio sarebbe stato pubblicato l'anno seguente e che avrebbe esplorato sonorità differenti da quelle del predecessore, venendo influenzato dalla musica psichedelica degli anni Settanta. Durante l'intervista concessa a Rolling Stone nel gennaio 2024, Lipa ha descritto il suo prossimo album come un «tributo intriso di pop psichedelico alla cultura rave britannica». Il titolo, la data di pubblicazione e la lista tracce sono stati rivelati il 13 marzo successivo.

## Descrizione
Radical Optimism è un disco che «attinge alla pura gioia e felicità» di riuscire a fare chiarezza nelle situazioni, compresi «duri addii e inizi vulnerabili» che alla fine si sono rivelati pietre miliari come risultato della scelta dell'ottimismo e della grazia di navigare «attraverso il caos». L'album è ispirato «all'energia di Londra e alla crudezza, all'onestà, alla fiducia e alla libertà del britpop degli anni Novanta». In un comunicato stampa, l'artista ha espresso il desiderio di «catturare l'essenza della gioventù, della libertà e del divertimento» con questo disco. Qualche anno prima, un amico le ha esposto concetto di ottimismo radicale, che ha avuto una risonanza nella cantante tale da diventare parte della sua vita. Ispirata dal termine, Lipa si è trovata a fare ricerche sulla storia della «musica psichedelica, del trip hop e del britpop». Il concetto si è rivelato un sentimento «fiduciosamente ottimista» per la cantante, che ha cercato di incorporare nelle sue sessioni di registrazione.

### Copertina
Secondo quanto affermato dalla cantante, il titolo Radical Optimism trae ispirazione «dall'idea di attraversare il caos con grazia e di sentirsi in grado di affrontare qualsiasi tempesta». La copertina, realizzata da Tyrone Lebon, raffigura Lipa galleggiare in un oceano accanto alla sagoma di uno squalo.

## Promozione
Radical Optimism è stato preceduto da tre singoli. Il primo estratto, Houdini è stato pubblicato il 10 novembre 2023 insieme al relativo video musicale. La canzone ha scalato le classifiche del Belgio, Bulgaria e Grecia, ha raggiunto la posizione numero 2 nel  Regno Unito e la 11 negli Stati Uniti. Ha raggiunto inoltre la vetta della classifica di Billboard Hot Dance/Electronic Songs, che ha mantenuto per dodici settimane, diventando il suo secondo brano in termini di maggiore permanenza in vetta alla classifica. Il secondo singolo Training Season è stato distribuito il 16 febbraio 2024, mentre il successore Illusion è stato messo in commercio il 12 aprile. I primi due singoli sono stati presentati dal vivo durante la cerimonia di premiazione dei Grammy Awards 2024, mentre Training Season è stato riproposto un mese più tardi agli annuali BRIT Awards.
La promozione del tour è consistita di una serie di spettacoli estivi, tra cui concerti negli anfiteatri di Germania, Croazia e Francia e partecipazioni a festival musicali come il Glastonbury Festival, l'Open'er Festival e il Rock Werchter. Ad essi farà seguito una data presso la Royal Albert Hall di Londra il 17 ottobre 2024 e da novembre 2024 avrà inizio il Radical Optimism Tour nelle arene al coperto del continente asiatico. Il tour proseguirà nel corso di tutto il 2025, con concerti in Oceania, Europa e Nord America. In Regno Unito e Irlanda, la cantante terrà i suoi primi negli stadi Wembledy Stadium di Londra, Anfield di Liverpool e Aviva di Dublino. I due concerti britannici hanno entrambi ricevuto una doppia data, a causa della forte richiesta che li ha portati a registrare il tutto esaurito. Inoltre, si esibirà nella sua unica data italiana all'Ippodromo Snai La Maura di Milano nell'ambito dell'annuale Independent Days Festival il 7 giugno.

## Accoglienza
| Recensione           | Giudizio |
| -------------------- | -------- |
| AllMusic             |          |
| Clash                | 6/10     |
| NME                  |          |
| Paste                | 6.3/10   |
| Pitchfork            | 6.6/10   |
| Rockol               | 5.5/10   |
| Slant Magazine       |          |
| The Daily Telegraph  |          |
| The Guardian         |          |
| The Independent      |          |
| The Line of Best Fit | 3/10     |

Radical Optimism ha ottenuto recensioni generalmente positive da parte della critica specializzata. Su Metacritic, sito che assegna un punteggio normalizzato su 100 in base a critiche selezionate,  l'album ha ottenuto un punteggio medio di 73 basato su diciannove recensioni.

## Tracce
1. End of an Era – 3:16 (testo: Dua Lipa, Caroline Ailin – musica: Danny L Harle, Kevin Parker, Tobias Jesso Jr.)
2. Houdini – 3:05 (testo: Dua Lipa, Caroline Ailin – musica: Danny L Harle, Kevin Parker, Tobias Jesso Jr.)
3. Training Season – 3:29 (testo: Dua Lipa, Caroline Ailin – musica: Danny L Harle, Kevin Parker, Steve Francis Richard Mastroianni, Shaun Frank, Nick Gale, Yaakov Gruzman, Tobias Jesso Jr., Martina Sorbara)
4. These Walls – 3:32 (testo: Dua Lipa, Caroline Ailin – musica: Andrew Wyatt, Danny L Harle, Billy Walsh)
5. Whatcha Doing – 3:18 (testo: Dua Lipa, Caroline Ailin, Alexandra Tamposi – musica: Kevin Parker, Denny L Harle)
6. French Exit – 3:21 (testo: Dua Lipa, Caroline Ailin – musica: Danny L Harle, Kevin Parker, Tobias Jesso Jr.)
7. Illusion – 3:08 (testo: Dua Lipa, Caroline Ailin – musica: Danny L Harle, Kevin Parker, Tobias Jesso Jr.)
8. Falling Forever – 3:43 (testo: Dua Lipa, Emily Warren, Alexandra Tamposi, Caroline Ailin – musica: Ian Kirkpatrick, Denny L Harle)
9. Anything for Love – 2:21 (testo: Dua Lipa, Julia Michaels, Caroline Ailin – musica: Ian Kirkpatrick, Denny L Harle, Tobias Jesso Jr.)
10. Maria – 3:07 (testo: Dua Lipa, Julia Michaels, Caroline Ailin – musica: Andrew Wyatt, Denny L Harle)
11. Happy for You – 4:05 (testo: Dua Lipa, Caroline Ailin – musica: Danny L Harle, Kevin Parker, Tobias Jesso Jr.)

Tracce esclusive della versione giapponese
1. Houdini (London sessions) – 3:02
2. Training Season (London sessions) – 4:07
3. Illusion (London sessions) – 3:12

Tracce esclusive della versione per HMV
1. Houdini (Adam Port mix) – 3:22
2. Houdini (Danny L Harle 'slowride' mix) – 3:05
3. Training Season (Chloé Caillet mix) – 4:55

Traccia esclusiva della versione per Tidal
1. Dance the Night (da Barbie: The Album) – 2:56 (Dua Lipa, Caroline Ailin, Mark Ronson, Andrew Wyatt)

## Classifiche

### Classifiche settimanali
| Classifica (2024) | Posizione massima |
| ----------------- | ----------------- |
| Argentina         | 2                 |
| Australia         | 2                 |
| Austria           | 1                 |
| Belgio (Fiandre)  | 2                 |
| Belgio (Vallonia) | 1                 |
| Canada            | 3                 |
| Croazia           | 1                 |
| Danimarca         | 6                 |
| Finlandia         | 3                 |
| Francia           | 1                 |
| Germania          | 3                 |
| Giappone          | 21                |
| Irlanda           | 2                 |
| Italia            | 2                 |
| Lituania          | 3                 |
| Norvegia          | 3                 |
| Nuova Zelanda     | 2                 |
| Paesi Bassi       | 1                 |
| Polonia           | 1                 |
| Portogallo        | 1                 |
| Regno Unito       | 1                 |
| Repubblica Ceca   | 5                 |
| Slovacchia        | 4                 |
| Stati Uniti       | 2                 |
| Svezia            | 4                 |
| Svizzera          | 2                 |
| Ungheria          | 1                 |

### Classifiche di fine anno
| Classifica (2024) | Posizione |
| ----------------- | --------- |
| Croazia           | 1         |
| Italia            | 87        |
| Polonia           | 72        |
| Portogallo        | 36        |
| Stati Uniti       | 194       |
| Ungheria          | 41        |

## Date di pubblicazione
| Region      | Date             | Format(s)                                  | Edition(s)                     | Label  | Ref.   |
| ----------- | ---------------- | ------------------------------------------ | ------------------------------ | ------ | ------ |
| Mondo       | 3 maggio 2024    | Cassetta CD Download digitale Streaming LP | Standard                       | Warner | [ 77 ] |
| Regno Unito | 3 maggio 2024    | CD                                         | HMV exclusive limited deluxe   | Warner | [ 78 ] |
| Mondo       | 5 magglo 2024    | Download digitale                          | Special D2C                    | Warner | [ 79 ] |
| Giappone    | 8 maggio 2024    | CD                                         | Japanese bonus tracks          | Warner | [ 80 ] |
| Mondo       | 28 giugno 2024   | Download digitale streaming                | Extended version               | Warner | [ 81 ] |
| Regno Unito | 28 giugno 2024   | CD                                         | HMV exclusive extended version | Warner | [ 82 ] |
| Mondo       | 13 novembre 2024 | CD                                         | Japan Tour                     | Warner | [ 83 ] |